# شورستان (غرمي)
شورستان (بالإنجليزية: Shurestan, Ardabil)‏ هي منطقة سكنية تقع في قسم انغوت الغربي الريفي في إيران. يقدر عدد سكانها بـ 111 نسمة .